# وزن الريشة (فنون القتال المختلطة)

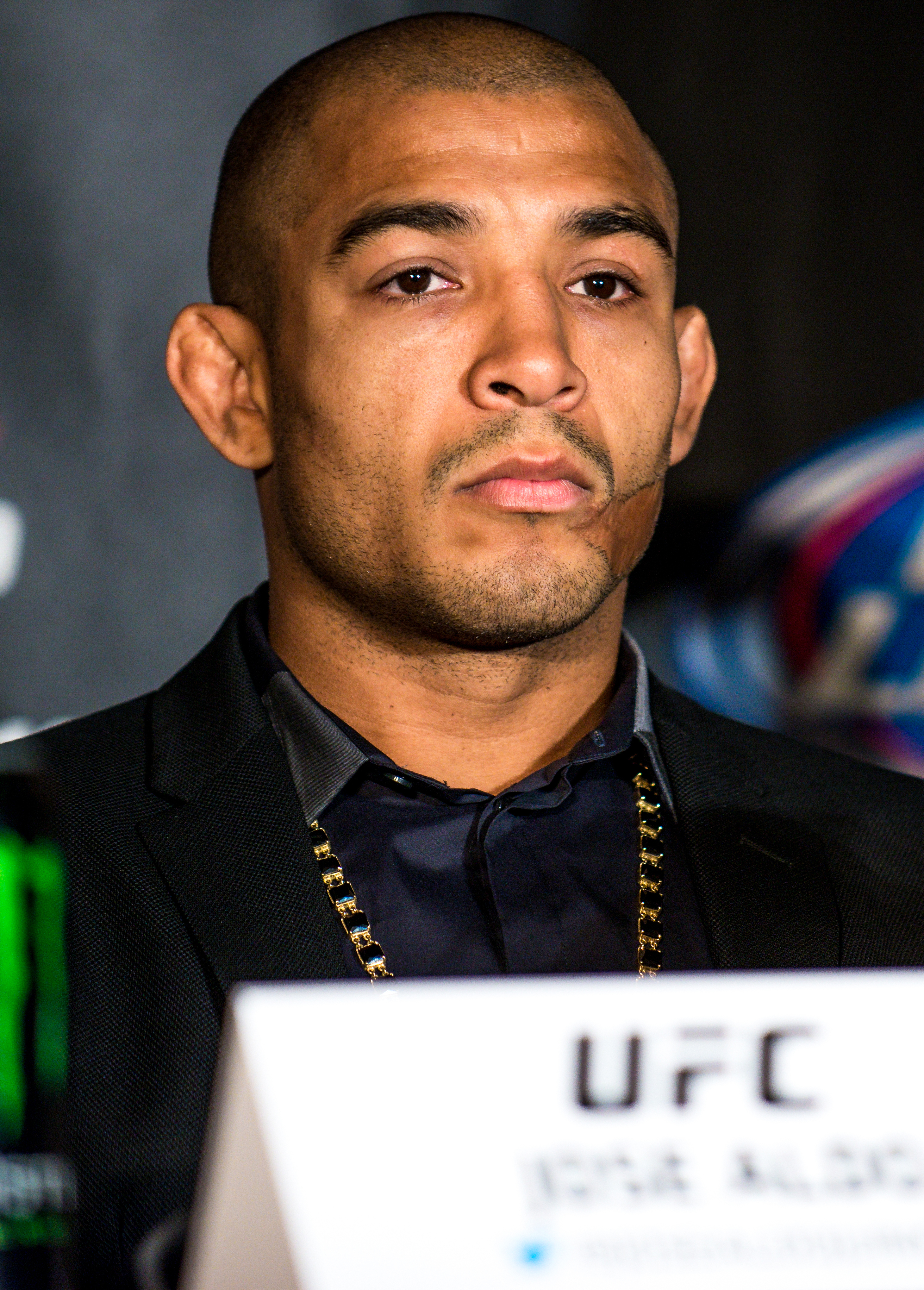
خوسيه ألدو، جولة UFC 189 العالمية في لندن

وزن الريشة (بالإنجليزية: Featherweight) هي فئة وزن في فنون القتال المختلطة. بطولة القتال النهائي (UFC) يعتبر المتسابقون الذين تتراوح أوزانهم بين 145 رطلاً (66 كجم) ضمن هذا الوزن.